# Ombudsman de l'approvisionnement
 (mars 2015).
L'ombudsman de l'approvisionnement fournit de l'assistance aux entreprises canadiennes qui vendent des biens et des services au gouvernement fédéral ainsi qu'aux représentants du gouvernement qui achètent des biens et des services, afin de régler les problèmes liés à l’approvisionnement. Il s’agit d’une organisation indépendante. Les fournisseurs et les organisations fédérales peuvent s’adresser à lui lorsqu’ils ne peuvent eux-mêmes régler leurs différends. 
La mission du Bureau de l'ombudsman de l'approvisionnement (BOA) est de « promouvoir l’équité, l’ouverture et la transparence du processus d'approvisionnement du gouvernement fédéral » et sa devise est « Nous sommes là pour vous aider! ». Les objectifs stratégiques du Bureau sont axés sur les trois domaines suivants :
- éduquer – accroître la sensibilisation aux problèmes liés à l’approvisionnement et échanger de l’information ;
- faciliter – désamorcer les différends et aider à résoudre les problèmes ;
- enquêter – examiner les problèmes liés à l’approvisionnement.

## Historique
En avril 2006, le gouvernement a adopté la Loi fédérale sur la responsabilité  et le plan d'action connexe, qui prévoyait l’établissement du poste d’ombudsman de l'approvisionnement. Le poste d’ombudsman de l’approvisionnement a été créé par suite d’une modification à la Loi sur le ministère des Travaux publics et des Services gouvernementaux. Le Bureau est devenu entièrement opérationnel en mai 2008 à la suite de l'adoption du Règlement concernant l’ombudsman de l’approvisionnement, qui énonce les modalités particulières d'exercice des pouvoirs de l’ombudsman de l’approvisionnement.

## Ombudsman de l’approvisionnement
Monsieur Frank Brunetta est parti à la retraite en décembre 2015 à la fin de son mandat de cinq ans comme ombudsman de l’approvisionnement. Monsieur Lorenzo Ieraci a été nommé ombudsman de l’approvisionnement par intérim le 9 mai 2016 pour une période de un an ou jusqu’à ce qu’une nouvelle personne soit nommée à ce poste. 
- Lorenzo Ieraci, (intérimaire) 2016 – maintenant
- Frank Brunetta, 2011-2015
- Shahid Minto, 2008-2011

## Mandat et rôle
L’ombudsman de l’approvisionnement dirige une équipe de professionnels dont la mission est de promouvoir l'équité, l'ouverture et la transparence en matière d'approvisionnement fédéral.
Le mandat de l’ombudsman de l’approvisionnement est précisé dans la Loi sur le ministère des Travaux publics et des Services gouvernementaux ainsi que dans le Règlement concernant l’ombudsman de l’approvisionnement. La loi précise que L’ombudsman de l’approvisionnement doit : 
- examiner les pratiques d'acquisition de matériel et de services des ministères pour en évaluer l'équité, l'ouverture et la transparence, et présenter, le cas échéant, au ministre en cause des recommandations pour les améliorer ;
- examiner toute plainte relative à l'attribution d'un contrat d'acquisition de biens dont la valeur est inférieure à 25 000 $ et de services dont la valeur est inférieure à 100 000 $ auxquels s'appliquent les critères de l'Accord sur le commerce intérieur ;
- examiner toute plainte relative à l’administration de tout marché de l’État en vue de l’acquisition de matériel ou de services par un ministère, peu importe la valeur du marché ;
- veiller à donner l'accès à un mécanisme de règlement extrajudiciaire des différends lorsque les deux parties concernées conviennent d’y participer.

Le mandat de l'ombudsman de l'approvisionnement s'applique à toutes les entités fédérales énumérées aux articles I, I.1 et II de la Loi sur la gestion des finances publiques. Toutefois, le Règlement concernant l’ombudsman de l’approvisionnement indique que le « Service canadien du renseignement de sécurité » ainsi que le « personnel du Sénat et de la Chambre des communes » sont exclus du mandat de l'ombudsman de l'approvisionnement.

## Procédure relative aux plaintes
Les fournisseurs canadiens doivent présenter une plainte par écrit, par exemple en remplissant le formulaire de plainte accessible sur le site Web de l’ombudsman de l’approvisionnement. La plainte écrite peut être transmise par courriel, par la poste, par télécopieur ou en personne. Il n’y a aucuns frais pour le dépôt ou le traitement d'une plainte. Dans le cas d’une plainte concernant l’attribution d’un contrat du gouvernement fédéral, le fournisseur dispose de 30 jours ouvrables suivant l’avis public de l’attribution du contrat pour déposer une plainte écrite auprès du BOA. Si aucun avis public n'a été émis, le fournisseur dispose de 30 jours ouvrables suivant le jour où il a pris ou aurait dû prendre connaissance de l'attribution du contrat. Dans le cas de la gestion d'un contrat, le fournisseur dispose de 30 jours ouvrables suivant le jour où il a pris ou aurait dû prendre connaissance des problèmes ayant donné lieu à la plainte. 
Lorsqu’une plainte est déposée, l’ombudsman de l’approvisionnement l’évaluera en fonction du Règlement concernant l’ombudsman de l’approvisionnement pour déterminer, dans un délai de 10 jours ouvrables, s’il y a lieu d’examiner la plainte. Le BOA examinera les plaintes qui satisfont aux critères énumérés dans le Règlement. Voici certains des critères :
- le plaignant doit être un fournisseur canadien ;
- la plainte doit être présentée par écrit, dans les délais prescrits ;
- la plainte doit porter sur l’attribution d’un contrat dont la valeur est inférieure à 25 000 $ pour des biens ou dont la valeur est inférieure à 100 000 $ pour des services. Il n’y a aucun seuil monétaire pour les plaintes concernant la gestion d’un contrat.

L’ombudsman de l’approvisionnement doit aviser le plaignant et le ministère concerné de sa décision d’examiner la plainte. Le Bureau doit aussi fournir au ministère une copie de la plainte ainsi que tous les documents que le plaignant a fournis, que la plainte soit examinée ou non.  
S’il est déterminé, aux termes de l’évaluation, que la plainte peut être examinée, le BOA informera le plaignant du début de l’examen et le tiendra au courant de son avancement. Une fois l’examen terminé, le plaignant recevra une copie du rapport comprenant les constatations et les recommandations. Conformément aux exigences du Règlement concernant l’ombudsman de l’approvisionnement, une copie du rapport doit être fournie au ministre des Travaux publics et des Services gouvernementaux ainsi qu’au ministre du ministère concerné. Une copie doit également être fournie à l’administrateur général du ministère fédéral concerné. Les résumés de ces rapports sont mis à la disposition du public sur le site Web du BOA. 
Si la plainte ne peut être examinée, l’ombudsman de l’approvisionnement en informera le plaignant par écrit et fournira une explication. Le BOA tâchera aussi de proposer au plaignant des options à examiner. Dans les cas où un litige survient entre un fournisseur et une organisation fédérale au sujet de l'interprétation ou l'application des modalités d'un contrat, le BOA peut offrir un service de règlement extrajudiciaire des différends si les deux parties concernées conviennent de participer.

## Services de règlement extrajudiciaire des différends et procédure
Le règlement extrajudiciaire des différends (RED) est un processus confidentiel et volontaire conçu pour régler les différends avec l'aide d'une tierce partie neutre. Le RED offre une solution moins coûteuse et moins longue qu’un processus judiciaire. Le Bureau de l'ombudsman de l'approvisionnement offre des services de RED dans le cadre des différends contractuels visant l'interprétation ou l'application des modalités d'un contrat fédéral. Selon le Règlement concernant l'ombudsman de l'approvisionnement, les parties à un contrat – le fournisseur ou le ministère – peuvent présenter une demande de RED. Une telle demande doit être présentée par écrit, au moyen du formulaire de demande de règlement extrajudiciaire des différends accessible sur le site Web du BOA. La demande écrite peut être transmise par courriel, par la poste, par télécopieur ou en personne.
Lorsqu’une demande écrite pour des services de RED est reçue, le Bureau examine la demande et la documentation à l’appui en fonction du Règlement concernant l’ombudsman de l’approvisionnement. Le Bureau dispose de dix jours ouvrables pour déterminer si la requête relève du mandat du BOA d'offrir un RED et, si c’est le cas, pour inviter l'autre partie contractante à participer à un processus de RED. Une copie de la demande et de toute documentation à l’appui fournie sera transmise à l’autre partie à ce moment-là. L'autre partie dispose par la suite de dix jours ouvrables pour répondre. Si l’autre partie convient de participer au processus, le Bureau préparera alors une proposition visant un mécanisme de RED, et l’enverra aux deux parties pour approbation. 
Une fois que les parties s’entendent sur la proposition, le BOA organise une séance relative au RED. Des services de facilitation et de médiation sont offerts par des facilitateurs et des médiateurs accrédités du BOA ayant suivi une formation professionnelle. Ces services sont disponibles sans frais pour les parties et, dans la mesure du possible, le processus est mené sur place au bureau du BOA. 
Pendant la facilitation ou la médiation, les deux parties au contrat ont l'occasion d'expliquer leur point de vue sur la situation et de discuter de leurs différends, de leurs problèmes et de leurs intérêts. L’objectif est de permettre aux parties de générer des options afin de trouver une solution mutuellement acceptable; si une entente est conclue, les deux parties signent une entente ayant force obligatoire. 
Les discussions en matière de RED sont « sous toutes réserves » et la participation est volontaire, c’est-à-dire que les deux parties doivent accepter d’y participer et elles peuvent cesser d’y participer à tout moment. 

## Rapports et publications
- Rapports annuels[2]
- Examens des pratiques d'approvisionnement [3]
- Résumés des enquêtes [4]
- Autres rapports [5]

## Sources
1. Site Web du Bureau de l’ombudsman de l’approvisionnement
2. Loi fédérale sur la responsabilité
3. Loi sur le ministère des Travaux publics et des Services gouvernementaux
4. Règlement concernant l’ombudsman de l’approvisionnement
5. Accord sur le commerce intérieur
6. Loi sur la gestion des finances publiques
7. Dépôt d’une plainte – Foire aux questions
8. Formulaire de plainte du BOA
9. Règlement extrajudiciaire des différends (RED) – Foire aux questions
10. Rapports annuels du BOA
11. Examens des pratiques d’approvisionnement du BOA
12. Résumés des enquêtes du BOA
13. Autres rapports du BOA